# Cherokee (sprog)
 For alternative betydninger, se Cherokee (flertydig). (Se også artikler, som begynder med Cherokee)
Cherokee eller Tsalagi Gawondishi er et sprog, som primært tales af Cherokee-stammen af oprindelige amerikanere i USA. Langt fra alle stammens medlemmer taler dog sproget, der tilhører den irokesiske sprogfamilie. Det er det eneste såkaldt "sydlige irokesiske sprog" og adskiller sig markant fra de øvrige irokesiske sprog.
I dag er cherokee et af de få af de oprindelige amerikaneres sprog, der er i fremgang. Det skyldes dels, at der er udgivet en mængde litteratur på sproget, og dels, at stammen bevidst forsøger at sikre, at alle børn lærer sproget i skolen. Cherokee Phoenix var den første avis skrevet på både engelsk og et af de oprindelige sprog. Avisen blev udgivet første gang i 1828 i New Echota i Georgia, stammens daværende hovedstad. Udgivelsen ophørte i 1834, men avisen blev genoplivet i det 20. århundrede og udgives fortsat, nu både i en papir- og en internetudgave, med hovedkontor i Tahlequah, Oklahoma.
Cherokee regnes som et af de vanskeligste sprog at lære for mennesker, der har engelsk og andre europæiske sprog som førstesprog. Dette skyldes til dels, at cherokee har en polysyntetisk struktur, så ord består af mange dele, dels at udsagnsord i modsætning til i mange andre sprog er dominerende i sproget (75 % af alle ord er udsagnsord) og kan bøjes i mange tusinde bøjningsformer. Sprogets udtale er også en udfordring for mange talere af europæiske sprog, fordi sproget er et tonesprog som markerer hver vokal med en af 6 forskellige toner der bidrager til ordets betydning.

## Sprogets historie

### Stammens navn
De, der taler cherokee, kalder selv deres sprog for Tsalagi eller Tslagi, og de kalder sig selv A-ni-yv-wi-ya, der betyder "Det første folk", hvor "første" her skal forstås som "vigtigste". De irokeserere, der boede længere nordpå i USA, kaldte stammen Oyata'ge'ronoñ, hvilket betyder "indbyggerne i hulelandet".
Der er givet flere forklaringer på selve ordet "cherokee", fx at det er en spansk forvrængning af tsalagi, at det skulle komme fra et ord på choctaw, chilukikbi – "de, der bor i hulelandet", eller fra et andet choctaw ord, chalake – "de, der bor i bjergene". Sidstnævnte giver dog ikke megen mening, idet mange andre stammer, herunder choctaw'erne selv også boede i bjerge. En anden forklaring er mere nærliggende, nemlig at det skulle komme fra et creek ord, stavet enten cvlakke eller chucloggee – "De, der taler et andet sprog". Når dette giver mere mening, skyldes det, at cherokee er det eneste irokesiske sprog, der blev talt i området. De fleste andre stammers sprog tilhørte muscogee-sprogfamilien, nogle få tilhørte den siouanske sprogfamilie, og længere ude mod kysten i det nuværende North Carolina talte man sprog fra den algonkinske sprogfamilie.
Etnologen James Mooney, der boede blandt cherokeserne i flere perioder i 1880'erne, og som nedskrev deres historie og myter, skriver, at navnet første gang blev omtalt i en portugisisk fortælling fra 1557 om Hernando de Sotos ekspedition i 1540'erne. Her kaldes stammen chalaque, og i et fransk dokument fra 1699 kaldes de cheraqui, mens den engelske form, cherokee, kendes fra 1708.

### Sprogets tidlige historie
Det er vanskeligt at sige, hvordan sprogets tidlige udvikling har været, da forskerne ikke er enige om, hvornår cherokeserstammen blev adskilt fra de øvrige irokesisktalende stammer. Den mest almindelige teori går ud på, at cherokeserne først er kommet til de sydlige Appalacher forholdsvis sent, måske 100-200 år før historisk tid. Her skulle stammen være indvandret fra området omkring De Store Søer i den nordlige del af den nuværende stat New York, hvor også de andre irokesiske stammer boede. Dette er i overensstemmelse med en legende fra Delaware-folket (lenni lenape), ifølge hvilken de øvrige irokesiske stammer skulle have drevet cherokeserne ud af deres område, kort før de hvide kom til Nordamerika. Cherokeserstammens egne legender fortæller imidlertid, at stammen havde boet i området i flere tusinde år, da de mødte de hvide. Dette stemmer til gengæld fint overens med de sprogforskere, som mener, at forskellene på cherokee og de øvrige irokesiske sprog er så store, at de kun kan forklares gennem en adskillelse på flere tusinde år, og som derfor mener, at stammen er indvandret til området omkring 1.000 år før vor tidsregning (nogle mener helt op til 4.000 år før vor tidsregning).
Som nogle få eksempler på forskellene mellem cherokee og de øvrige irokesiske sprog kan nævnes ordene for måne og vand samt tallet to. Måne hedder på cherokee nvda (v er er nasal vokal, der udtales på næsten samme måde som det franske ord 'un'). På mohawk hedder det ehnita, på oneida ohni'ta og på seneca enita. Hvor de tre sidstnævnte former ligger forholdsvis tæt, ligger de alle ret langt fra cherokeeordet. Det irokesiske sprog, der kommer nærmest cherokee i dette tilfælde, er cayuga, hvor måne hedder enhinida, og selv det er ikke særligt tæt på. Vand kaldes ama på cherokee, ohnekanus på oneida, oneka på mohawk og ohneka på mohawk. Tallet to kaldes tali på cherokee, mens det på andre irokesiske sprog hedder henholdsvis dekni (cayuga), tekeni (mohawk) og nekti (tuscarora). Sidstnævnte stamme boede også i de sydlige stater, inden de blev fordrevet nordpå efter den såkaldte Tuscarorakrig mellem 1711 og 1715, så her skulle man forvente et større sammenfald med cherokee, men det er ikke tilfældet.
Arkæologer mener, at "højbyggerne", som byggede høje i området omkring 1000–1500 efter vor tidsregning (ikke at forveksle med de bronzealderhøje, som også findes i samme område, og som kan være op til 8.000 år gamle) tilhørte Mississippikulturen (ca. 900 til 1600), og derfor kan cherokesernes forfædre ikke, som stammen ellers selv mener, være dem, der byggede højene. Disse må være overtaget af cherokeserne, da de indvandrede, er den generelle holdning. Enkelte er dog af den overbevisning, at cherokeserne selv var en del af Mississippi-kulturen, og ikke bare det, men også at de boede i området allerede i den periode, der strakte sig fra ca. 1000 før vor tidsregning til ca. 900 efter vor tidsregning, og som kaldes Woodland-perioden.

### Kontakt med de hvide
Da cherokeserne første gang fik kontakt med engelske kolonister, hævdede stammen rettighederne til et område på ca. 350.000 km2, som strakte sig over områder i de nuværende stater South Carolina, Georgia, Alabama, Tennessee, Kentucky, West Virginia, Virginia og North Carolina. Imidlertid var stammens bebyggelser koncentreret på tre forholdsvis afgrænsede områder i henholdsvis South Carolina (Lower Towns), North Carolina (Middle Towns) og Tennessee (Upper eller Overhill Towns). I de tre områder talte man tre forskellige, men indbyrdes forståelige dialekter.
I Lower Towns talte man dialekten eradi eller Lower Cherokee. Denne dialekt blev talt i South Carolina og det nordøstlige Georgia. Denne dialekt var karakteristisk i forhold til de to øvrige dialekter ved at bruge et "rullende" 'r', hvor de to andre dialekter ville bruge et 'l'. Lyden 'r' eksisterede til gengæld ikke på de to øvrige dialekter. På eradi brugte man lyden 'ti', hvor de to andre dialekter brugte 'ts', og der var også andre forskelle. Eradi-dialekten er for længst uddød, men hvornår det skete, er kilderne ikke helt enige om. Nogle vil have, at det skal være i begyndelsen af 1800-tallet, mens andre mener, at de sidste, der aktivt brugte sproget, først forsvandt omkring 1900.
I Middle Towns talte man Middle Cherokee, også kaldet gituwa eller kituwa efter byen Kituwa eller Keetoowah, som stammen betragtede som deres første og derfor helligste by. Middle Cherokee blev talt i det nordvestlige North Carolina og det østligste Tennessee.
Den sidste dialekt blev kaldt Overhill eller Upper Cherokee eller Otali. Denne dialekt blev talt i Tennesee, det nordlige Alabama og i et lille område i North Carolina i og omkring Snowbird Mountains. De to sidstnævnte dialekter er forsat aktive, om end ikke i helt samme form, som da stammen første gang mødte de hvide.
Allerede i 1918 under 1. verdenskrig brugte de amerikanske styrker i Europa otali-talende cherokesere som såkaldte code talkers, da tyskerne ikke kunne forstå det sagte, hvis de skulle opsnappe en radiotransmission.

### Cherokee i dag
I dag tales fortsat to af de tidligere dialekter. Otali kaldes i dag også Western Cherokee. Det tales af godt 10.000 medlemmer af Cherokee Nation i Oklahoma og af ca. 5.000 medlemmer af United Keetoowah Band of Cherokee Indians, ligeledes i Oklahoma. Sidstnævnte gruppe er den mest traditionelle af de tre føderalt anerkendte cherokesergrupper og også den, hvor procentdelen af cherokeetalende medlemmer er klart størst (ca. 60 % af gruppens medlemmer taler sproget). Da cherokeserne i indianerterritoriet har haft den største kontakt med dels hvide (primært engelsk- og spansktalende), dels mange andre indianerstammer, udviklede sproget sig efterhånden væk fra den oprindelige dialekt, fordi fremmede ord blev optaget i sproget. Denne dialekt anses i øvrigt for at være den mest "musiske" af de to dialekter, der fortsat tales.
Kituwa tales af mellem 1.000 og 2.000 medlemmer af Eastern Band of Cherokee Indians i og omkring Qualla Forvaltningsområdet i North Carolina. Da stammen i mange år var uden megen kontakt med omgivelserne, fordi man skjulte sig for de hvide, og stort set alle andre indianere var fordrevet fra området, modtog dialekten ikke mange impulser udefra, og denne dialekt er da også den, som ligger tættest på det oprindelige sprog.
Udover disse sprogområder taler nogle få cherokesere andre steder i USA, fx i Georgia, Alabama, Tennessee, Arkansas og Missouri også sproget, primært otali. I alt taler godt 22.000 mennesker cherokee. Heraf er der en meget lille del, primært medlemmer af United Keetoowah Band (ca. 130 mennesker i alt), der har cherokee som deres eneste sprog. Sammenlagt menes omkring 20 % af cherokeserne at tale sproget, mens ca. 15 % læser det, og 5 % skriver cherokee. Dette gør cherokee til et af de mest levedygtige af de oprindelige amerikaneres sprog i USA. Dette skyldes også, at der findes stor mængde cherokee og oversat litteratur, der udgives aviser på cherokee, og der tales cherokee ved visse officielle begivenheder i stammen. Cherokee er også et af de få, måske det eneste oprindelige sprog, hvor antallet af aktivt talende er stigende. I visse enklaver i Oklahoma samt i området Snowbird Mountains i North Carolina tales cherokee i dag som første sprog, og beboerne bruger det dagligt i hjemmene.
Helt frem til 1950'erne forsøgte myndighederne at forhindre børn af oprindelige amerikanere i at lære deres oprindelige sprog, og børn, der voksede op i familier, hvor det oprindelige sprog var førstesprog, blev tvangsfjernet og sendt på kostskoler, hvor de skulle lære engelsk sprog og kultur, og hvor de blev straffet, hvis de talte deres eget sprog eller på anden måde dyrkede deres egen kultur. I dag er dette ophørt, og det betyder, at cherokeserne har kunnet indføre cherokee som obligatorisk fag allerede fra grundskolen. Eastern Band of Cherokee Indians har som mål og har fra 2007 besluttet, at alle skolebørn skal kunne tale cherokee, før de forlader high school, og har oprettet en afdeling i stammens administration til at håndtere dette.. Dels undervises der specifikt i cherokee, dels gennemføres undervisningen i andre fag også på dette sprog. På højere niveau undervises der i cherokee på blandt andre University of Oklahoma og Northern Oklahoma University.
Cherokee Nation driver også en radiostation, Cherokee Voices, Cherokee Sounds, der sender på både cherokee og engelsk fra Tahlequah, stammens hovedby i Oklahoma. Der sendes på skift på forskellige kanalers frekvenser. En del kunstnere, blandt andre rapperen Litefoot, sangerinden Rita Coolidge, der selv er af cherokesisk afstamning, og hendes band, Walela, og trommegruppen Feather River Singers, m.fl. synger helt eller delvist på cherokee. På Youtube findes en del sange på cherokee.

## Skriftsproget
Indtil begyndelsen af 1820'erne var cherokee udelukkende et talt sprog, og der findes ikke mange skriftlige kilder, der beskriver eller anvender sproget.

### Cherokesiske navne
Hvide handelsmænd, forhandlere, pelsjægere og andre, som var i kontakt med stammen, forsøgte at nedskrive blandt andet personnavne, som de hørte dem – eller troede, at de burde skrives. Imidlertid var de ikke alle selv lige gode til hverken at forstå eller skrive, og det betyder, at samme personer ofte optræder under helt forskellige navne, når de gengives på engelsk. Et eksempel er chickamaugalederen Dragging Canoe. Hans navn ses i visse tilfælde, blandt andet på en officiel traktat, som han var medunderskriver af, som "Otter Lifter". Det skyldes ikke, at han var kendt under begge navne, men at det cherokesiske navn blev gengivet forskelligt. På cherokee var hans navn Tsiyu ganasini (ᏥᏳ ᎦᏅᏏᏂ). Tsiyu betyder "kano", og ganasini betyder "jeg trækker den"; derfra afledt Dragging Canoe. Imidlertid gengives hans navn af og til som Cheakoneeske, hvilket ifølge Robert Conley er en forvanskning af Tsiya og ganusidasdi. Tsiya betyder "odder", mens ganusidasdi er en bøjningsform af "at tage" eller "at bære", altså "en, der bærer en odder" eller "Otter Lifter".

### Cherokeealfabetet
Omkring 1810 havde krigeren Sequoyah indset, at de hvide havde en klar fordel i at kunne udveksle beskeder over lange afstande ved at skrive dem ned. Selv om han selv hverken kunne læse eller skrive noget sprog, arbejdede han i op mod ti år med at udvikle et skriftsystem med et tegn for hvert ord i cherokee. Desværre viste opgaven sig umulig for ham, men i 1821 fik han den ide i stedet at lade de få stavelser, som cherokee består af, repræsentere af et tegn. Derefter tog det ham kun få måneder at udvikle sin stavelsesskrift, som består af 85 tegn Inspirationen til tegnene fik han til dels ved at se i en såkaldt "Bibelbog", men han brugte også andre dokumenter som inspiration. Da han ikke kendte betydningen af de tegn, han "læste", repræsenterer de samme bogstaver helt andre lyde end på engelsk. Tegnet 'D' repræsenterer således lyden 'a', 'R' repræsenterer lyden 'e' og så fremdeles. Billedet herunder viser Seqoyahs skrifttegn.

Note: Tegnet for 'do', Ꮩ, findes i to former, en gammel og en ny. Det er den gamle, der er vist i skemaet. I den nye form vender tegnet omvendt, som et latinsk 'V'

Øverste række repræsenterer vokaler. 'v' er en nasal vokal, der udtales nærmest som et fransk 'un'.
De latinske bogstaver efter tegnet i skemaet repræsenterer den almindeligt anvendte translitteration. Der skrives som på dansk, fra venstre mod højre og oppefra og ned.
Efter at han havde demonstreret sit system, som han selv kaldte "det talende blad", først for de cherokesere, der var flyttet til Arkansas efter en traktat i 1817, og senere for resten af stammen, ville mange gerne lære systemet, og allerede omkring 1824 kunne de fleste cherokesere læse og skrive deres eget sprog.
Da sproget, der tales i Oklahoma og andre steder, hvor der tales otali har udviklet sig væk fra det oprindelige ved optagelse af en del nye ord fra andre sprog, har det været nødvendigt at udvide Sequoyahs tegnsæt, og i otali anvendes der i dag et udvidet "alfabet" med 122 tegn. I dag bruger mange cherokesere i stedet den latinske translitteration til at skrive deres eget sprog, men brugen af skriftsystemet er ved at få en ny opblomstring og bruges blandt andet sammen med latinske tegn på vejskilte og andre markeringer.
Sequoyah udviklede også symboler for tal, men her valgte man i stammen ikke at indføre dem, så for tal anvendes de arabertal, som man også anvender i det meste af den øvrige verden.

### Udgivelser
Hurtigt efter indførelsen af skriftsystemet begyndte der at komme udgivelser på cherokee. I begyndelsen var de forholdsvis korte og håndskrevne. I første omgang kom blandt andet uddrag fra Det Nye Testamente, men senere også andre skrifter. I 1826 bestilte stammerådet stammemedlemmerne George Lowrey og David Brown, der var præst henholdsvis oversætter, til at oversætte og trykke otte eksemplarer af stammens love med det nye tegnsystem. I 1827 sendte stammen Elias Boudinot til Philadelphia og New York for at skaffe midler til at grundlægge en avis, købe en trykpresse og få lavet typer med tegnene. I 1828 udkom for første gang Cherokee Phoenix, en avis trykt på både engelsk og cherokee. Elias Boudinot blev avisens første redaktør.
I dag findes der adskillige udgivelser på cherokee, både religiøse og verdslige bøger, hvoraf her er vist nogle ganske få eksempler
- Awi Uniyvsdi Kanohelvdi ᎠᏫ ᎤᏂᏴᏍᏗ ᎧᏃᎮᎸᏗ: The Park Hill Tales. (2006) Sixkiller, Dennis, ed.
- Na Tsoi Yona Ꮎ ᏦᎢ ᏲᎾ: The Three Bears. (2007) Keeter, Ray D. Og Wynema Smith.
- Na Usdi Gigage Agisi Tsitaga Ꮎ ᎤᏍᏗ ᎩᎦᎨ ᎠᎩᏏ: The Little Red Hen. (2007) Smith, Wynema og Ray D. Keeter.

### Cherokee i computerens tidsalder
I 1991 blev cherokee-skrifttegnene tilføjet til Unicode-standarden med udgivelsen af Unicode version 3.0. Tegnene ligger i blokken U+13A0–U+13FF (Unicode version 7.0), men tegnene fra U+13F5 til U+13FF udnyttes ikke pt.
I 2011 annoncerede Google muligheden for at udføre søgninger på cherokee, Gmail understøttes på cherokee, Apple-computere er siden 2003 blev leveret med en cherokee skrifttype installeret, og Windows 8 fra Microsoft findes i en cherokee-sprogudgave, ligesom skrifttypen Plantagenet Cherokee kan anvendes i fx tekstbehandlingsprogrammet Microsoft Word.
Stammen har også sin egen Wikipedia på cherokee, ᏣᎳᎩ (tsa la gi), som kan besøges her Cherokee Wiki. Desuden kan man nu læse hele Det Nye Testamente online i cherokeetegnsystemet.

#### Translitterationsproblemer
Visse ord giver anledning til problemer for translitterationssoftware, der skal "oversætte" mellem cherokeetegnsættet og latinsk tegnsæt. Det skyldes dels, at softwaren ikke altid kan skelne mellem enkeltbogstaver og konsonantkombinationer, fx kan uniyesiyi både læses som u-ni-ye-s-i-yi og uni-ye-si-yi. Dette kan i nogen grad afhjælpes ved at indsætte bindestreger i den latinske "oversættelse".
Andre ord giver problemer, fordi to forskellige tegnkombinationer "oversættes til det samme", og en tilbageoversættelse vil derfor blive forkert i visse tilfælde. Et eksempel er ᏀᎾ og ᎾᎿ, der begge oversættes til nahna, og når der oversættes tilbage, bliver de begge til ᏀᎾ. Egentlig skal ᏀᎾ oversættes til nah-na, mens ᎾᎿ skal oversættes til na-hna.
Af og til oversættes også helt forskellige ord, som fx ᎠᏍᎡᏃ og ᎠᏎᏃ til samme ord, I dette tilfælde aseno. Det betyder, at ved en "dobbeltoversættelse" til latinske tegn og tilbage igen, vil ᎠᏍᎡᏃ blive til ᎠᏎᏃ

## Udtale

### Vokaler
I modsætning til fx dansk udtales vokalerne ens i alle ord. Den forskel, der fx er på udtalen af et dansk 'a' i "far" og "fad" findes ikke på cherokee. Til gengæld kan vokaler af og til være stumme. Vokalerne udtales som følger:
- 'A' udtales som i "far" eller det engelske ord "father"
- 'E' udtales som i "sæt" eller nærmere som det engelske ord "late"
- 'I' udtales som et langt i, nærmest som 'ee' i det engelske ord "meet"
- 'O' udtales som o'et i det engelske ord "note"
- 'U' udtales som et lidt langt 'U' eller som 'oo' i det engelske ord "boot"
- 'V' udtales som et nasalt 'U', nærmest som "unh" eller det franske ord "un".

I translitterationer betyder et kolon (:) efter en vokal, at denne er lang (ca. dobbelt så lang som normalt), mens en apostrof (') betyder, at stavelsen, hvor vokalen forekommer, er trykstærk. Hvis en tilsvarende apostrof følger en konsonant, betyder den, at en vokal er udeladt.

### Konsonanter
Der findes i cherokee kun 11 konsonanter (North Carolina): d, g, h, k, l ,m ,n, q, s, t og w. Lyden 'm' er forholdsvis ny i sproget og først indført med forskellige låneord. Nogle kilder nævner kun en eneste konsonantlyd, nemlig lyden 's' (Ꮝ), fordi den er den eneste konsonantlyd, der har sit eget tegn i det oprindelige tegnsæt. 'S' bruges som præfiks eller suffiks, og indførelsen af dette tegn sparede Sequoyah for at opfinde yderligere 17 stavelsestegn. De øvrige tegn repræsenterer konsonant-vokal lyde, hvor konsonanten altid udtales først. Cherokee har ingen lyde for p, b, f, r, v, x og z. 'B' findes dog nu i enkelte cherokeetalendes låneord i otalidialekten, fx automobile, mens andre brugere af sproget udtaler ordet med en "kwi" lyd i stedet for b-lyden, fx odamoquili.
Udtaleregler for konsonanter er
- 'G' udtales som et hårdt 'g', men nærmer sig et 'k'.
- 'D' udtales som et hårdt 'd', men kan nærme sig 't'.
- 'T' udtales som 't' på engelsk og dansk, men kan i visse situationer nærme sig 'd'.
- Stavelser, der startet med 'qu', udtales som om, der stod 'kw' før vokalen.
- I stavelser der begynder med 'tl' eller 'dl', begynder udtalen af begge konsonanter med tungen mod ganen hvorefter den føres ned, når stavelsen siges.
- I stavelser, der begynder med 'ts' udtales konsonant kombinationen med hårdt 'j' i den vestlige dialekt, men med blødt 'j' eller 'z' i den østlige.[29]

### Tonefald
I cherokee har også tonefaldet betydning. Stavelserne kan udtales med lav, middel eller høj tone. Desuden med en stigende tone, og to forskellige faldende toner. Tonefaldet har stadig nogen betydning, og ikke mindst de noget ældre brugere af otali holder det stadig i hævd, selv om sprogforskere ikke er enige om, hvordan tonefaldet præcist fungerer. Brugen af tonefald er ikke specielt godt dokumenteret i kituwadialekten i North Carolina, men i højere grad i otali. Skriftsproget giver ikke mulighed for at vise tonefald, og det anføres heller ikke i translitterationer. Daglige brugere af sproget vil kunne "aflæse" tonefaldet ud fra konteksten i det skrevne.

## Sprogets opbygning
Cherokee er, som de øvrige irokesiske sprog og mange andre oprindelige folks sprog, fx grønlansk (kalaallisut), et polysyntetisk sprog. Det betyder, at ord opbygges ud fra en rod, som så "kvalificeres" på forskellig måde ved hjælp af præ- og suffikser, og flere ord kan sættes sammen, så meninger, der kræver en hel sætning på andre sprog, kan udtrykkes ved et enkelt ord, og begreber, som sproget ikke oprindeligt havde ord for, kan opbygges af "forklarende sætninger", skrevet sammen til et ord, fx ordet ditiyouhihi, som egentlig betyder noget i stil med "han argumenterer hele tiden med det formål at nå et mål", men som er det cherokesiske ord for "advokat".
Sproget er karakteriseret ved, at der er langt flere verber (udsagnsord) end substantiver (navneord). I alt er ca. 75 % af cherokee-sprogets ord udsagnsord mod kun ca. 25 % af det engelske sprog.

### Substantiver (navneord)
Navneord består grundlæggende af en rod, som i mange tilfælde ikke kan stå alene, men skal have mindst et præfiks, som udtrykker et "ejerskabsforhold". Det gælder fx ord, som dækker over slægtninge og legemsdele. Doda betyder fx "far", men vil blive udtrykt som fx agidoda, "min far" eller tsadoda, "din far". "Bedstemor" hedder lisi, og her kan man fx sige ulisi, "hans/hendes/dens bedstemor", eller elisi, som betyder "Bedstemor!", altså et udråb. Disse præfikser kan også udtrykke egenskaber ved emnet. Hvor tsawoyeni (woyeni = hånd) betyder "din hånd", betyder uwoya "en afhugget hånd".
Dette kompliceres yderligere af, at der også er forskelle på 1., 2. og 3. person. "Han er din far" hedder således "tsadoda", som egentlig kun betyder "din far". "Jeg er din far" hedder derimod gvdoda. Dette er også eksempler på, at hele sætninger udtrykkes med et enkelt ord.
Navneord deles op i to klasser: Ord, der beskriver levende ting, og ord, der beskriver livløse ting. Alle mennesker og dyr er 'levende', og med nogle få undtagelser hører alle andre ord til klassen af 'livløse'.
Dette udtrykkes typisk ved de tillægsord, der knyttes til navneordene. Fx bliver "gul" til dalonige, hvis det knytter sig til noget livløst, fx en klippe, mens det bliver til adalonige, hvis det knytter sig til noget levende, fx en fugl. Det samme gælder for de verber, som bruges i sammenhæng med navneordene.
Navneord, der udtrykker levende ting, kan sættes i flertal ved hjælp af præfikserne a og ni. Fx hedder et menneske yvwi. Udtrykket som en kituwa-talende cherokeser vil bruge om sig selv bliver yvwiya, indianere i almindelighed kaldes ayvwiya, men tales der om cherokeserstammen som sådan, hedder det aniyvwiya.
Aniyvwiyaunilatsodv er noget, som mennesker bor i, og oversættes normalt til "tipi", selvom cherokesernes oprindelige hytter ikke lignede det, vi normalt forstår ved en tipi. Disse hytter kaldes da også aniyvwiyaaninelv, som normalt oversættes som "wigwam", et ord, der i øvrigt stammer fra det algonkinske sprog abenaki.

### Verber (udsagnsord)
Et udsagnsord (verbum) består altid af en rod og mindst et præfiks og to suffikser. Et ejestedordspræfiks, et aspektsuffiks (der udtrykker tiden) og et modalsuffiks, der udtrykker noget om verbets funktion. Et almindeligt anvendt eksempel er ordet "gå".
Roden er "at gå", som hedder e, men denne rod kan aldrig stå alene i et udsagnsord. Ved at tilføje præfikser og suffikser kan ordet så anvendes. Præfikset g udtrykker personen, her første person ental, altså "jeg". Aspektsuffikset g indikerer nutid, mens modalsuffikset a er det almindelige suffiks for regelmæssige udsagnsord i nutid. Gega betyder derfor "jeg går". I anden person ental bliver det til hega, "du går", og i tredje person til ega, "han (eller hun eller den/det) går". I flertal er der flere muligheder, nemlig en der omfatter to personer, og en der omfatter flere end to personer. "Vi går" i betydningen "du og jeg" hedder inega. "I to går" hedder sdega, mens "vi to går, men ikke dig" hedder osdega. Her introduceres endnu et sprogligt fænomen, nemlig inkluderende og ekskluderende udsagnsord. Tales der om mere end to, bliver "I går alle sammen, bortset fra mig" til itsega, "vi går alle sammen, også mig" er idega og "vi går alle sammen, men ikke dig" hedder otsega. Tredje person flertal hedder altid det samme, altså "de går", som hedder anega. Dette kan så yderligere specificeres. Fx betyder gegoi "jeg går som regel", hegoi betyder "du går som regel" og egoi betyder "han/hun/den/det går som regel". På cherokee skelnes ikke i tredje person ental mellem køn. Et udsagnsord kan således indikere, at såvel han som hun "gør noget".
Der findes i alt 20 stedordspræfikser fordelt i to grupper. Desuden nogle egentlige personlige stedord, som fx aya, som betyder "jeg", og nihi, som betyder du.
Nogle udsagnsord afspejler også nogle fysiske klassifikationer af det, de handler om. Det gælder konstruktioner som "samle op", "sætte ned", "spise", "have", "holde" og en del flere (ca. 20 ord i alt).
Klassifikationerne inddeles i fem grupper: noget levende, noget bøjeligt, noget langt, men ikke bøjeligt, noget aflangt, noget ubestemt og noget flydende. "Ræk ham" kan således hedde hikasi, hvis det, der rækkes, er levende, fx en fugl, hinvsi, hvis det er bøjeligt som fx en snor, hidisi, hvis det er aflangt, som fx en kost, hivsi om noget ubestemt, som fx "mad", og hinevsi, hvis det er flydende som fx vand. En undersøgelse viser dog, at der blandt de nyeste (typisk de yngste) brugere af sproget er en tendens til kun at bruge den "ubestemte" form.
Hertil kommer så de øvrige tider, og i alt kan et regelmæssigt udsagnsord bøjes på 21.262 forskellige måder.

### Ordstilling
Ordstillingen på cherokee er normalt grundled, genstandsled, udsagnsled, men i enkelte tilfælde har sætningen en anden ordstilling. Tillægsord kommer før navneordet, de beskriver, præfikser, der udtrykker form eller egentlige kendeord står i begyndelsen af en navneordsfrase. Biord kommer før de udsagnsord, de modificerer, fx "Hun taler højt" bliver til asdaya gawoniha ("højt hun taler").
I tilfælde, hvor en sætning ikke har et udsagnsord, er ordstillingen ligegyldig. "Den mand er min far", vil hedde na asgaya agidoda eller agidoda na asgaya. Na er et kendeord og skal derfor følge navneordet, det knytter sig til, her asgaya, mand. Her består sætningen af to navneord, men den kan også bestå af et navneord og et tillægsord, fx agidoda utana eller utana agidoda, hvor begge dele betyder "min far er stor", selv om der egentlig bare står "min far stor" eller "stor min far" 

## Låneord og nydannelse
Cherokee adopterer i dag kun sjældent ord direkte fra andre sprog. Man vælger i stedet typisk at lave sine egne ord for begreber, som ikke allerede findes i sproget, selvom det modsatte kan være tilfældet. Ovenfor under Sprogets opbygning er givet et eksempel med ordet for "advokat". Andre eksempler er fx ordet for "politibetjent", didaniyisgi, som egentlig betyder "han fanger dem helt sikkert til sidst". Nogle få ord er adopteret direkte fra engelsk eller andre sprog, som fx "benzin" (gasoline), der hedder gasoline (ᎦᏐᎵᏁ). Af og til har misforståelser givet anledning til pudsige konstruktioner. Et eksempel er byen Nowata i Oklahoma. Byens navn kommer fra et ord på delawareindianernes sprog, nuwita som betyder "Velkommen" eller "Ven", som de hvide nybyggere havde forvrænget til Nowata. Det misforstod de nyankomne cherokesere imidlertid, og de kaldte byen Madikanigvnagvna eller "alt vand er forsvundet herfra", tolket som "No water". Andre adopterede ord er kawi ("kaffe" eller rettere "coffee") og watsi, "ur" fra engelsk "watch". Et stort ur, (engelsk "clock") kaldes derfor utana watsi, hvor utana simpelthen betyder "stor".
Nogle cherokesiske ord har med tiden fået en udvidet betydning i forhold til den oprindelige. Det gælder fx ordene for varm (uganawa) og kold (uyvtiv), der også bruges om syd og nord, og siden den amerikanske borgerkrig også om partierne republikanere og demokrater.

## Eksempler på cherokee ord
Nedenfor er anført nogle eksempler på cherokee ord. På Cherokee Nations oversættelsesside Arkiveret 16. september 2015 hos  Wayback Machine kan man høre udtaler af nogle af ordene. Nemmest ved at indtaste disse på engelsk, da det kan være vanskeligt at få tastet translitteratonerne korrekt. Oversættelsen til cherokee kan så læses højt, men det er dog langt fra alle ord, der er lydfiler til. Sproget her er otali. Både udtale og translitteration er noget anderledes i kituwa.

### Standardfraser
- Farvel – didayolihvdvgalenisgv
- Goddag, hallo, velkommen – osiyo
- Tak – wado
- Vær så venlig – howatsu

### Tal
- En - saquu
- To – tali
- Tre - tsoi
- Fire - nvgi
- Fem - hisgi
- Seks - sudali
- Syv - galiquogi
- Otte - tsunela
- Ni - sonela
- Ti - sgohi
- Elleve – sadu
- tolv - talidu
- Tyve - talisgohi
- Ethundrede - sgohitsuqui

### Ugedage og månedsnavne
- Mandag – unadodaquonvhi
- Tirsdag – talineiga
- Onsdag – Tsoineiga
- Torsdag – nvgineiga
- Fredag - tsunagilosdi
- Lørdag – unadodaquidena
- Søndag – unadodaquasgv
- Januar – unolvtani
- Februar – kagali
- Marts – anayilisv
- April – quwoni
- Maj – anasgvti
- Juni – dehaluyi
- Juli – quyequoni
- August – galoni
- September – dulisdi
- Oktober – duninodi
- November – nvdadequa
- December – vsgiyi

### Farver
- Blå - sagonige
- Grøn - itseiyusdi
- Grå - usgolvsagonige
- Gul - dalonige
- Hvid - unegv
- Lilla - gigesdi
- Red - gigage
- Sort - gvnahge